# سیارک ۲۷۲۶۴
سیارک ۲۷۲۶۴ (به انگلیسی: 27264 Frankclayton، نامگذاری:1999XQ205)۲۷۲۶۴مین سیارک کشف شده‌است که در ۱۲ دسامبر ۱۹۹۹ کشف شد.